# Valami Amerika (televíziós sorozat)
A Valami Amerika 2023-as magyar televíziós vígjátéksorozat, amit Herendi Gábor rendezett, a Valami Amerika trilógia folytatása. A főbb szerepekben Ember Márk, Trill Beatrix és Király Dániel látható.
Az első epizódját 2023. október 18-án mutatta be a RTL+.

## Ismertető
A három testvér nagy bajba kerül, miután a legfiatalabb gyerekről, Marciról kiderül, hogy Balának tartozik. Csak egy módon tudnak megszabadulni Balától és a testőreitől, ha indulnak egy tehetségkutató műsorban.

## Szereplők

### Főszereplők
| Szerep          | Színész             | Leírás |
| --------------- | ------------------- | --- |
| Mikó Márton     | Ember Márk          | Piroska és Alex gyerekei. Három testvér, akik meg akarnak szabadulni Balától miután a legkisebb testvér tartozik neki. |
| Mikó Zita       | Trill Beatrix       | Piroska és Alex gyerekei. Három testvér, akik meg akarnak szabadulni Balától miután a legkisebb testvér tartozik neki. |
| Mikó Balázs     | Király Dániel       | Piroska és Alex gyerekei. Három testvér, akik meg akarnak szabadulni Balától miután a legkisebb testvér tartozik neki. |
| Orosházi Ivett  | Eke Angéla          | Balázs menyasszonya.                                                                                                   |
| Peresztegi Zénó | Brasch Bence        | Gazdag fiú, Imre fia.                                                                                                  |
| Vivi            | Földes Eszter       | Bala lánya, András özvegye, a Galaxis című műsor zsűrije.                                                              |
| Bala            | Csuja Imre          | Maffiafőnök, övé a fél Balaton.                                                                                        |
| Mónika Sándor   | Faragó András       | Bala testőrei. |
| Viktor          | Thuróczy Szabolcs   | Bala testőrei. |
| Angi            | Fazakas Júlia       | Marci barátja, Youtuber, aki spirituális tartalmakat készít.                                                           |
| Adonisz         | Adányi Alex         | Marci barátja, Youtuber, aki testépítős tartalmakat készít.                                                            |
| Böfi            | Takács Zalán        | Marci barátja, Youtuber, aki evős tartalmakat készít.                                                                  |
| Sándor          | Harsay Gábor        | Marci barátja, Youtuber.                                                                                               |
| Piroska         | Udvaros Dorottya    | Zita, Marci és Balázs anyja.                                                                                           |
| Várnai Ákos     | Szabó Győző         | Rendező. |
| Timi            | Oroszlán Szonja     | Ákos felesége. |
| Kollár Dénes    | Kálloy Molnár Péter | Rendező. |

### Mellékszereplők
| Szerep          | Színész          | Leírás                                      |
| --------------- | ---------------- | ------------------------------------------- |
| Ziggy           | Csiby Gergely    | A Galaxis című műsor műsorvezetője.         |
| Menyus          | Kovács S. József | Bala unokatestvére, informatikus.           |
| Peresztegi Imre | Seress Zoltán    | A Galaxis főszponzora. Zénó édesapja.       |
| Irma            | Vogl Lolita      | Balázs ismerőse, megszállott környezetvédő. |

### További szereplők
- Árpa Attila – önmaga
- Azahriah – önmaga
- Béres Miklós – face off
- Botos Éva – tanárnő
- Bubori Réka – táncos
- Csobot Adél – önmaga
- Dobó Enikő – Helga
- Domokos László – tücsöklisztgyár-igazgató
- Érdi Zoé – gesztenye
- Erős Antónia – önmaga
- Fejszés Attila – operatőr
- Frenreisz Károly – önmaga
- Füri Rajmond – kocsmáros
- Gellén Péter – subás
- Gera Vilma – táncos
- Hajdók Gábor – kameraman
- Hajdú-Rafis Lili – táncos
- Hirtling István – Yvett apja
- Izsó Lajos Hunor – subás
- Kálmánchelyi Zoltán – Misi
- Kanyó Kata – Lil Bözsi
- Kapácsy Miklós – taxis
- Kertész Gréta – táncos
- Kirchner Virág – táncos
- Kovács Lajos – színész
- Kulin Virág – táncos
- Lázár Gábor – face off
- Lestyán Attila – Létra
- Martin Márta – szomszéd néni
- Mir Dávid Hassan – subás
- Miskovics Róbert – face off
- Molnár Bálint – subás
- Németh Gábor – face off
- Novkov Máté – Béla
- Orosz Ákos – Dömpi
- Papp Tímea – tánctanárnő
- Pataki Bence – Zoltán
- Popper Péter – Ricsi
- Rainer-Micsinyei Nóra – Napsi
- Reviczky Gábor – rendőr
- Sas Bíborka – Zöld Vér
- Schóbert Norbert – önmaga
- Schumacher Vanda – jegyszedő lány
- Schneider Noémi – gesztenye
- Sipos-Tóth Tímea – takarítónő
- Sodró Eliza – Jázmin
- Soltész Rezső – önmaga
- Staub Viktória – Karola
- Szabó Fruzsina – Ágika
- Szabó Mátyás – Kék Majom
- Szakács Tímea – büféslány
- Szandtner Anna – Irma anyja
- Szervét Tibor – Alex
- Szomjas Jennifer – mylady
- Takács Katalin – Yvett anyja
- Tamás László – kameraasszisztens
- Tóth Fanni – táncos
- Urmai Gábor – Muci
- Vári Kálmán – biztonsági őr
- Végh Zsolt – Géza
- Walter Lilien Elizabeth – gesztenye

## Epizódok
Az első rész premierje 2023. október 18-án lett bemutatva az RTL+-on.
| Sor. | Év. | Cím      | Rendező       | Író                                           | Premier            |
| ---- | --- | -------- | ------------- | --------------------------------------------- | ------------------ |
| 1.   | 1.  | 1. rész  | Herendi Gábor | Herendi Gábor, Ipacs Gergely és Bárány Márton | 2023. október 18.  |
| 2.   | 2.  | 2. rész  | Herendi Gábor | Herendi Gábor, Ipacs Gergely és Bárány Márton | 2023. október 18.  |
| 3.   | 3.  | 3. rész  | Herendi Gábor | Herendi Gábor, Ipacs Gergely és Bárány Márton | 2023. október 25.  |
| 4.   | 4.  | 4. rész  | Ipacs Gergely | Herendi Gábor, Ipacs Gergely és Bárány Márton | 2023. november 1.  |
| 5.   | 5.  | 5. rész  | Ipacs Gergely | Herendi Gábor, Ipacs Gergely és Bárány Márton | 2023. november 8.  |
| 6.   | 6.  | 6. rész  | Ipacs Gergely | Herendi Gábor, Ipacs Gergely és Bárány Márton | 2023. november 15. |
| 7.   | 7.  | 7. rész  | Herendi Gábor | Herendi Gábor, Ipacs Gergely és Bárány Márton | 2023. november 22. |
| 8.   | 8.  | 8. rész  | Herendi Gábor | Herendi Gábor, Ipacs Gergely és Bárány Márton | 2023. november 29. |
| 9.   | 9.  | 9. rész  | Ipacs Gergely | Herendi Gábor, Ipacs Gergely és Bárány Márton | 2023. december 6.  |
| 10.  | 10. | 10. rész | Herendi Gábor | Herendi Gábor, Ipacs Gergely és Bárány Márton | 2023. december 13. |

## Forgatás
A forgatás 2023. májusa és augusztusa között zajlott.